# .dk
.dk är "code top-level domain" (ccTLD) för Danmark. Överseendet av .dk toppnivådomäner hanteras helt och hållet av DK Hostmaster. Alla nya .dk domännamn måste ansökas om via en godkänd registrator. Därefter kan den sökande be registratorn att ta han om domännamnet eller få det omhändertaget direkt av DK Hostmaster. Registreringar av domännamn med tecknen æ, ø, å, ö, ä, ü, och é är också tillåtna.

## Historia
Toppnivådomänen med landskoden .dk skapades 14 juli 1987 på ARPA Network Information Center, Stanford Research Institute (SRI-NIC). Den danska användargruppen för UNIX (DKUUG) på Datalogisk Institut, Københavns Universitet (DIKU) fick ta hand om .dk domänen på DKnet, vid den tiden det informella namnet för UUCP-nätverket på DIKU och på andra platser i Danmark. Namnet DKnet har använts sedan senast 1985.